# Poljana Lekenička
Poljana Lekenićka falu Horvátországban, Sziszek-Monoszló megyében. Közigazgatásilag Lekenikhez tartozik.

## Fekvése
Sziszek városától légvonalban 15, közúton 20 km-re északnyugatra, községközpontjától 4 km-re délre fekszik.

## Története
1242-ben még birtokként tűnik fel az írásos forrásokban, de településként csak 1683-ban említik először „Polona” néven. A 17. század második felében a török veszély csökkenésével telepítették be valószínűleg boszniai horvátokkal. Ekkor épült a falu feletti magaslaton a falu kápolnája. A településnek 1857-ben 240, 1910-ben 312 lakosa volt. 1918-ban az új szerb-horvát-szlovén állam, majd később Jugoszlávia része lett. A második világháború idején a Független Horvát Állam része volt. A háború után a béke időszaka köszöntött a településre. Enyhült a szegénység és sok ember talált munkát a közeli városokban. A falu 1991. június 25-én a független Horvátország része lett. 2011-ben 283 lakosa volt.

## Népesség
| Lakosság változása | Lakosság változása | Lakosság változása | Lakosság változása | Lakosság változása | Lakosság változása | Lakosság változása | Lakosság változása | Lakosság változása | Lakosság változása | Lakosság változása | Lakosság változása | Lakosság változása | Lakosság változása | Lakosság változása | Lakosság változása |
| ------------------ | ------------------ | ------------------ | ------------------ | ------------------ | ------------------ | ------------------ | ------------------ | ------------------ | ------------------ | ------------------ | ------------------ | ------------------ | ------------------ | ------------------ | ------------------ |
| 1857               | 1869               | 1880               | 1890               | 1900               | 1910               | 1921               | 1931               | 1948               | 1953               | 1961               | 1971               | 1981               | 1991               | 2001               | 2011               |
| 240                | 259                | 253                | 283                | 319                | 312                | 369                | 332                | 98                 | 297                | 319                | 338                | 310                | 289                | 278                | 283                |

## Nevezetességei
- A Szentlélek és Szent Flórián tiszteletére szentelt fakápolnája[4] négyszög alaprajzú, egyhajós épület, sokszögzáródású szentéllyel. Magas, meredek szögű nyeregtető fedi. A kápolnát temetőkápolnának építették a település feletti magaslaton a 17. század második felében. A 18. században felújították és kifestették. Eredeti 17. századi barokk berendezése, melynek fő ékessége az 1668-ban készített barokk oltár volt mára nem maradt fenn.
- 19. – 20. századi emeletes népi építésű fa lakóházak a 3; 15. és 17. számok alatt.

## Kultúra
A település kulturális életének szervezője a 2006-ban alapított KUD sv. Florijan kulturális és művészeti egyesület mintegy 15 taggal. Az egyesületnek saját énekkara van.